# Spotted Lake
Spotted Lake är en salt endorheisk insjö som innehåller extremt höga halter av olika mineraler belägen nordväst om Osoyoos  i British Columbia i Kanada.
Spotted Lake är mycket starkt koncentrerad med många olika mineraler. Den innehåller några av de högsta halterna i världen av magnesiumsulfat, kalcium och natriumsulfater.[källa behövs] Den innehåller också extremt höga koncentrationer av åtta andra mineraler samt några små doser av fyra andra, såsom silver och titan. På sommaren avdunstar det mesta av vattnet och lämnar efter sig stora "fläckar", varav fläckarna, pölarna får olika färger beroende på mineralsammansättningen för tillfället. Fläckarna är huvudsakligen gjorda av magnesiumsulfat, som kristalliserar sig under sommaren. 
Sjön ägs idag av staten och dess urbefolkning och är ansedd som en helig plats. Under första världskriget användes mineraler ur Spotted Lake vid tillverkning av ammunition.